# オレステ・バラティエリ
オレステ・バラティエリ（Oreste Baratieri, 1841年11月13日 - 1901年8月7日）は、イタリア王国の軍人。第一次エチオピア戦争でエリトリア総督として陸軍遠征部隊を指揮した。

## 概要

### エリトリア州知事就任まで
当時オーストリア帝国領だったチロル地方の都市トレントでイタリア系住民として生まれた。バラティエリの軍歴はガリバルディの千人隊（赤シャツ隊）に加わる事で始まり、1860年5月11日から1861年2月13日にかけて行われた両シチリア王国遠征で数々の戦闘を経験する。イタリア統一後は王国軍の士官に転じて、ラ・マルモラ元帥の配下として普墺戦争に従軍、その後も順調に階級を上げ、1891年に陸軍大将に昇格した。当時、エチオピアとの戦いでエリトリアを獲得していたイタリアは、戦後統治を行う駐屯軍司令官にバラティエリを任命した。翌年、エリトリア州が成立し、バラティエリは知事を兼任した。
1893年から1895年までの2年間、現地司令官として周辺国や欧州植民地に侵略していたスーダンとの戦争に没頭した。1894年7月17日、バラティエリはマフディーの乱を起こしたムハンマド・アフマドをカッサラの戦いで打ち破り、スーダン兵のほとんどは戦死するか捕虜にされた。

### 第一次エチオピア戦争
エリトリア戦争での勝利以降、エチオピアと停戦していたイタリアはメネリク2世の傀儡化に失敗して第一次エチオピア戦争が勃発、バラティエリは2万人のエリトリア守備隊を率いてエチオピア領内に侵入を開始した。バラティエリはコアチツの戦いでエチオピア軍の地方軍を破り、イタリア政府はスーダンでの戦勝と合わせて「アフリカ人の軍隊」に対する先入観を強めた。ところが、エチオピア国王直属の軍は英仏の支援で近代的な装備と訓練を終えていて、状況を察知したバラティエリは決戦を避けて相手の消耗を待った。
しかし現地のバラティエリと違い、状況を把握しないイタリア政府はバラティエリに決戦を厳命した。2月29日、アドワ北方でイタリア陸軍1万7000人とエチオピア軍10万人が衝突（アドワの戦い）、朝方に始まった戦いは正午に終わり、ほぼ死者数は両者とも1万人程度だった。エチオピア軍の装備と戦力差から言えば互角以上の戦いだったが、数的に勝るエチオピアに比べ、2万人に足らないイタリア陸軍にとって死者1万は致命傷だった。国内での厭戦感情を前に、イタリア政府はエリトリア割譲をメネリク2世が正式に認める代わりに、エチオピアの独立を承認した（アディスアベバ条約）。イタリア政府は帰還したバラティエリに敗戦の責任を押し付け、軍法会議にかけて強制的に退役へ追い込んだ。
オーストリア領トレントに戻ったバラティエリは、1901年8月7日に故郷で病没した。